# Virginia and Truckee Railroad
| Lok Nr. 29, August 2009 |                      |                                         |                                         |
| VT Strecke 1915 |                      |                                         |                                         |
| Streckenlänge: | aktuell 21 km        |                                         |                                         |
| Spurweite: | 1435 mm (Normalspur) |                                         |                                         |
| Maximale Neigung: | 22 ‰                 |                                         |                                         |
| Minimaler Radius: | 90 m                 |                                         |                                         |
| |                      |                                         |                                         |
| \| \| \| Roseville Subdivision der Union Pacific \| \| \| \| \| Truckee–Fernley \| \| \| \| 0,0 \| Reno (Nevada) \| 1373 m ü. M. \| \| \| \| Truckee River \| \| \| \| 5,6 \| Anderson \| Anderson \| \| \| 11,4 \| Huffakers \| Huffakers \| \| \| 14,4 \| Browns \| Browns \| \| \| 18,3 \| Steamboat Springs \| Steamboat Springs \| \| \| \| Galena Creek \| \| \| \| \| Steamboat Creek \| \| \| \| \| SC \| \| \| \| \| SC \| \| \| \| \| SC \| \| \| \| 26,8 \| Washoe \| Washoe \| \| \| \| Ophir Creek \| \| \| \| \| Franktown Creek \| \| \| \| 34,4 \| Franktown, Wassertank \| Franktown, Wassertank \| \| \| 38,6 \| Mill Station \| Mill Station \| \| \| \| McEwen Creek \| \| \| \| 42,6 \| Lake View \| 1476 m ü. M. \| \| \| \| \| \| \| \| \| Sand Cut, Wassertank \| \| \| \| 50,10,0 \| Carson City \| 1414 m ü. M. \| \| \| \| Zweigstrecke von 1906 \| \| \| \| \| \| \| \| \| \| Minden \| \| \| \| 24,0 \| Gardnerville \| 1451 m ü. M. \| \| \| 53,7 \| Lookout \| Lookout \| \| \| \| VT Werkstätten \| \| \| \| 55,5 \| Empire \| Empire \| \| \| 57,6 \| Brunswick \| Brunswick \| \| \| 59,1 \| Merrimac \| Merrimac \| \| \| 62,7 \| Eureka \| 1442 m ü. M. \| \| \| 65,9 \| Mound House \| 1515 m ü. M. \| \| \| \| Lincoln Hwy 50 (70 m) \| \| \| \| \| Carson and Colorado Railway nach Dayton \| \| \| \| 66,4 \| Silver City \| Silver City \| \| \| \| Linehan Road \| \| \| \| \| Ausweichstelle \| \| \| \| \| AM. Flat (174 m) \| \| \| \| \| Ausweichstelle \| \| \| \| \| Cemetery Road \| \| \| \| 76,2 \| Seales, Ausweichstelle \| Seales, Ausweichstelle \| \| \| 80,7 \| Golden Hill, Depot \| 1828 m ü. M. \| \| \| \| Nevada State Route 342 \| \| \| \| \| (115 m) \| \| \| \| \| Nevada State Route 341 \| \| \| \| 82,6 \| Depot \| Depot \| \| \| \| G Street \| \| \| \| 83,5 \| Virginia City neuer Bahnhof \| 1875 m ü. M. \| \| \| \| \| \| \| \| 84,0 \| Virginia City \| Virginia City \| \| \| \| \| \| \| Quellen: [1][2] \| \| \| \| |                      |                                         |                                         |
| |                      | Roseville Subdivision der Union Pacific |                                         |
| |                      | Truckee–Fernley                         |                                         |
| Bahnhof quer · Abzweig quer und ehemals von rechts · Strecke quer | 0,0                  | Reno (Nevada)                           | 1373 m ü. M.                            |
| Brücke über Wasserlauf (Strecke außer Betrieb) |                      | Truckee River                           | Truckee River                           |
| Haltepunkt / Haltestelle (Strecke außer Betrieb) | 5,6                  | Anderson                                | Anderson                                |
| Bahnhof (Strecke außer Betrieb) | 11,4                 | Huffakers                               | Huffakers                               |
| Haltepunkt / Haltestelle (Strecke außer Betrieb) | 14,4                 | Browns                                  | Browns                                  |
| Bahnhof (Strecke außer Betrieb) | 18,3                 | Steamboat Springs                       | Steamboat Springs                       |
| Brücke über Wasserlauf (Strecke außer Betrieb) |                      | Galena Creek                            | Galena Creek                            |
| Brücke über Wasserlauf (Strecke außer Betrieb) |                      | Steamboat Creek                         | Steamboat Creek                         |
| Brücke über Wasserlauf (Strecke außer Betrieb) |                      | SC                                      | SC                                      |
| Brücke über Wasserlauf (Strecke außer Betrieb) |                      | SC                                      | SC                                      |
| Brücke über Wasserlauf (Strecke außer Betrieb) |                      | SC                                      | SC                                      |
| Bahnhof (Strecke außer Betrieb) | 26,8                 | Washoe                                  | Washoe                                  |
| Brücke über Wasserlauf (Strecke außer Betrieb) |                      | Ophir Creek                             | Ophir Creek                             |
| Brücke über Wasserlauf (Strecke außer Betrieb) |                      | Franktown Creek                         | Franktown Creek                         |
| Bahnhof (Strecke außer Betrieb) | 34,4                 | Franktown, Wassertank                   | Franktown, Wassertank                   |
| Haltepunkt / Haltestelle (Strecke außer Betrieb) | 38,6                 | Mill Station                            | Mill Station                            |
| Brücke über Wasserlauf (Strecke außer Betrieb) |                      | McEwen Creek                            | McEwen Creek                            |
| Bahnhof (Strecke außer Betrieb) | 42,6                 | Lake View                               | 1476 m ü. M.                            |
| Tunnel (Strecke außer Betrieb) |                      |                                         |                                         |
| Haltepunkt / Haltestelle (Strecke außer Betrieb) |                      | Sand Cut, Wassertank                    | Sand Cut, Wassertank                    |
| Bahnhof (Strecke außer Betrieb) | 50,10,0              | Carson City                             | 1414 m ü. M.                            |
| Strecke von links (außer Betrieb) · Abzweig geradeaus und nach rechts (Strecke außer Betrieb) |                      | Zweigstrecke von 1906                   | Zweigstrecke von 1906                   |
| Brücke über Wasserlauf (Strecke außer Betrieb) · Strecke (außer Betrieb) |                      |                                         |                                         |
| Haltepunkt / Haltestelle (Strecke außer Betrieb) · Strecke (außer Betrieb) |                      | Minden                                  | Minden                                  |
| Kopfbahnhof Streckenende (Strecke außer Betrieb) · Strecke (außer Betrieb) | 24,0                 | Gardnerville                            | 1451 m ü. M.                            |
| Haltepunkt / Haltestelle (Strecke außer Betrieb) | 53,7                 | Lookout                                 | Lookout                                 |
| Abzweig geradeaus und nach links (Strecke außer Betrieb) · Betriebs-/Güterbahnhof Streckenende und quer (Strecke außer Betrieb) |                      | VT Werkstätten                          | VT Werkstätten                          |
| Bahnhof (Strecke außer Betrieb) | 55,5                 | Empire                                  | Empire                                  |
| Haltepunkt / Haltestelle (Strecke außer Betrieb) | 57,6                 | Brunswick                               | Brunswick                               |
| Haltepunkt / Haltestelle (Strecke außer Betrieb) | 59,1                 | Merrimac                                | Merrimac                                |
| Kopfbahnhof Strecke bis hier außer Betrieb | 62,7                 | Eureka                                  | 1442 m ü. M.                            |
| Bahnhof | 65,9                 | Mound House                             | 1515 m ü. M.                            |
| Brücke |                      | Lincoln Hwy 50 (70 m)                   | Lincoln Hwy 50 (70 m)                   |
| Strecke quer (außer Betrieb) · Abzweig geradeaus und ehemals nach rechts |                      | Carson and Colorado Railway nach Dayton | Carson and Colorado Railway nach Dayton |
| Kopfbahnhof Streckenanfang und quer (Strecke außer Betrieb) · Abzweig geradeaus und ehemals nach rechts | 66,4                 | Silver City                             | Silver City                             |
| Bahnübergang |                      | Linehan Road                            | Linehan Road                            |
| Dienststation / Betriebs- oder Güterbahnhof |                      | Ausweichstelle                          | Ausweichstelle                          |
| Tunnel |                      | AM. Flat (174 m)                        | AM. Flat (174 m)                        |
| Dienststation / Betriebs- oder Güterbahnhof |                      | Ausweichstelle                          | Ausweichstelle                          |
| Bahnübergang |                      | Cemetery Road                           | Cemetery Road                           |
| Dienststation / Betriebs- oder Güterbahnhof | 76,2                 | Seales, Ausweichstelle                  | Seales, Ausweichstelle                  |
| Bahnhof | 80,7                 | Golden Hill, Depot                      | 1828 m ü. M.                            |
| Bahnübergang |                      | Nevada State Route 342                  | Nevada State Route 342                  |
| Tunnel |                      | (115 m)                                 | (115 m)                                 |
| Strecke mit Straßenbrücke |                      | Nevada State Route 341                  | Nevada State Route 341                  |
| Betriebs-/Güterbahnhof Streckenanfang und quer · Abzweig geradeaus und nach rechts | 82,6                 | Depot                                   | Depot                                   |
| Bahnübergang |                      | G Street                                | G Street                                |
| Kopfbahnhof Strecke ab hier außer Betrieb | 83,5                 | Virginia City neuer Bahnhof             | 1875 m ü. M.                            |
| Tunnel (Strecke außer Betrieb) |                      |                                         |                                         |
| Kopfbahnhof Streckenende (Strecke außer Betrieb) | 84,0                 | Virginia City                           | Virginia City                           |
| |                      |                                         |                                         |
| Quellen: |                      |                                         |                                         |

Die Virginia and Truckee Railroad (VT)  ist eine amerikanische Eisenbahngesellschaft mit Sitz in Virginia City, (Nevada). Als die Bahn im 19. Jahrhundert erbaut wurde, war sie eine kommerzielle Personen- und Güterbahn, die die Bergbaugemeinden in der Region Comstock im Nordwesten Nevadas erschloss. Heute ist sie eine Museumseisenbahn und befährt aktuell 21 km der ursprünglichen Strecke.

## Geschichte
Die Virginia and Truckee Railroad wurde am 5. März 1868 gegründet, um die Silberminen der Region Comstock und die Erzmühlen entlang des Carson Rivers eisenbahntechnisch zu erschließen. Von 1869 bis 1910 war Henry Yerington Vizepräsident und General Manager der Bahngesellschaft und wurde von seinem Sohn Ogden Mills abgelöst. Der Nachfolger war wiederum dessen Sohn Ogden Livingston Mills.
Aufgrund ihres schwierigen Geländes, stellte die Region Comstock den Eisenbahnbau vor besondere Probleme. Isaac James wurde als Vermessungs- und Bauingenieur ausgewählt. James begrenzte die Steigung auf maximal 22 Promille. Die Entfernung von Virginia City zu den Mühlen am Carson River beträgt Luftlinie nur 14 Kilometer und sie musste 487 Meter herunter geführt werden. Um das Gefälle von 22 Promille aber nicht zu übersteigen, verlängerte er die Strecke durch mehrere Kehrschleifen auf 21,7 Kilometer. Die ersten 34 Kilometer von Virginia City nach Carson City wurden am 29. November 1869 fertiggestellt. Am 24. August 1872 erreichte die Strecke, nach weiteren 50 Kilometern, schließlich die Endstation Reno (Nevada). Dort hatte die Bahn Verbindung mit der transkontinentalen Central Pacific Railroad. Der größte Teil des Streckenbaus wurde von chinesischen Arbeitern ausgeführt.
Nach der Entdeckung weiterer Erzvorkommen im Jahr 1873, boomte Virginia City und die Virginia und Truckee Railroad hatte erstaunlichen Erfolg. Auf dem Höhepunkt des Erzabbaus betrieb die Bahn vierundzwanzig Lokomotiven und plante bis zu vierzig Züge pro Tag. Die VT-Werkstätten waren damals in der Lage, die eigenen Fahrzeuge als auch Fahrzeuge anderer Bahngesellschaften zu reparieren. Die Eisenbahn transportierte Erz aus der Region Comstock, und im Gegenzug erhielten Virginia City und Gold Hill Holz, zur Sicherung der Minen und zum Hausbau.
Bis 1878 hatten sich die Erzvorkommen dann erschöpft und der Bergbau ging zurück. In der Region Comstock konnte der Abbau aber in geringem Umfang über weitere 60 Jahre fortgesetzt werden. Die Virginia und Truckee Railroad operierten daraufhin in einem viel geringerem Umfang.

### Die Zweigstrecke der Carson and Colorado Railroad
In der Hoffnung auf zukünftige Erzvorkommen anderorts, ließen die Finanziers 1880 die Carson and Colorado Railroad bauen. Sie führte von Mound House 471 Kilometer nach Süden bis Keeler (Kalifornien). Da die Route aber durch eine Wüstenregion geleitet wurde, blieb der Verkehr sehr gering. Im Jahr 1900 wurde dann die Carson and Colorado an die Southern Pacific Railroad verkauft. So konnte die SP vom Bergbauboom in Tonopah (Nevada) und Goldfield profitieren. Später baute die SP aber eine direkte Linie zu den Bergbaustädten in Zentralnevada. So wurde der Güterverkehr mit der VT in Mound House eingestellt.

### Die Zweigstrecke nach Minden und Gardnerville
Im Jahr 1906 bauten die Virginia and Truckee noch eine Verlängerung von 24 Kilometer, von Carson City aus nach Süden, zu den Städten Minden und Gardnerville. Dadurch konnten nun landwirtschaftliche Produkte transportiert werden.
Wegen geringer Nachfrage, wurde der Personenverkehr von Virginia City nach Reno 1929 eingestellt und die Bahngesellschaft zahlte ihre letzte Dividende. Ogden Livingston Mills war seit 1933 alleiniger Besitzer der Bahn und beglich deren Rechnungen, aus seinem Privatvermögen, bis zu seinem Tod im Jahr 1937. Seine Erben stellten dann aber die Finanzierung ein. Daraufhin meldete die Gesellschaft 1938 Konkurs an. Der Betrieb auf der ursprünglichen Strecke von Virginia City nach Carson City wurde im selben Jahr eingestellt. Der Betrieb auf der verbleibenden Strecke wurde aber aufrechterhalten.
Zuerst sah es so aus, als müsste der Betrieb ganz eingestellt werden, aber das Interesse von Eisenbahnfans und der Verkauf von Fahrzeugen an die Hollywood-Studios, brachte der Bahn wieder Einnahmen. Als aber der Auto- und Lkw-Verkehr weiter anstieg, in neue Fahrzeuge investiert werden musste, sowie aufgeschobene Wartungen nicht mehr ausgeführt werden konnten, bedeutete dies doch letztlich den Untergang. Der letzte Zug verkehre dann am 31. Mai 1950. Bald darauf wurden die Gleise abgebaut und verbliebene Fahrzeuge wurden verkauft. Ein paar Fahrzeuge sind jedoch bis heute erhalten geblieben.

### Wiederaufbau
In den frühen 1990er Jahren begannen Eisenbahnenthusiasten zusammen mit dem Storey County, der Stadt Carson City und Staatsvertretern, zu untersuchen, ob die historische Bahnlinie zwischen Virginia City und Carson City wieder aufgebaut werden könnte. Eine Finanzierungsstudie wurde in Auftrag gegeben, die zu dem Schluss kam, dass ein Wiederaufbau finanzierbar wäre. Daraufhin wurde die gemeinnützige Nevada Commission for the Reconstruction of the V & T Railway gegründet. Für die Wiederherstellung wurden 25 Millionen US-Dollar veranschlagt. Während des nächsten Jahrzehnts machte das Eisenbahnprojekt langsame Fortschritte, wobei die Kommission das Wegerecht erwerben konnte und die 3 Kilometer lange Strecke von Virginia City nach Golden Hill erbaute. Ab 2005 nahm das Projekt dann Fahrt auf, denn das Nevada Department of Transportation schloss einen Vertrag über 3,8 Millionen US-Dollar ab, für die Verlängerung der Eisenbahn südlich von Gold Hill. Der Vertrag beinhaltete die Auffüllung einer riesigen Tagebaumine, des Overman Pit. Daran waren frühere Bemühungen, zur Verlängerung der Bahnlinie gescheitert (die Grube war nach der Aufgabe der Eisenbahn ausgehoben worden). Die Finanzierung dafür wurde durch eine Erhöhung der Zimmersteuer um 2 % durch das Carson City Convention and Visitors Bureau bereitgestellt. Darüber hinaus kaufte die Kommission, für 420.000 US-Dollar, eine Baldwin-Dampflokomotive aus dem Jahre 1914 von einer stillgelegten nordkalifornischen Touristenbahn. Die Regierung von Nevada stellte zusätzliche Mittel in Höhe von 500.000 US-Dollar zur Verfügung, um das Projekt zu fördern. Gleichzeitig spendete das Verkehrsministerium eine Eisenbahnbrücke, die früher im Süden Nevadas für eine Überquerung der US 50 genutzt wurde. Der Gesetzgeber erteilte Carson City auch die Erlaubnis, die Umsatzsteuer um ein Achtel Cent zu erhöhen, um einen weiteren Teil der verbleibenden Ausgaben zu finanzieren. Die CCCVB sagte daraufhin auch zusätzliche 100.000 US-Dollar pro Jahr, für die nächsten 20 Jahre zu.
Die rekonstruierte Bahnlinie lehnt sich heute eng an die ursprüngliche Streckenführung zwischen Virginia City und Carson City an. Sie beinhaltet auch die bereits bestehenden, 3 Kilometer von Virginia City zum Gold Hill Depot. Von dort aus überquert sie den zugeschütteten Overman Pit und führt weiter durch den American Flat, einem ehemaligen Bergbaugebiet in der Nähe von Silver City, bevor sie in der Nähe von Mound House den U.S. Highway 50 überquert und nach 21 Kilometern den heutigen Endpunkt erreicht.
Im Jahr 2019 feierte die Virginia and Truckee Railroad ihr 150-jähriges Bestehen mit einer Sonderfahrt.

## Bilder

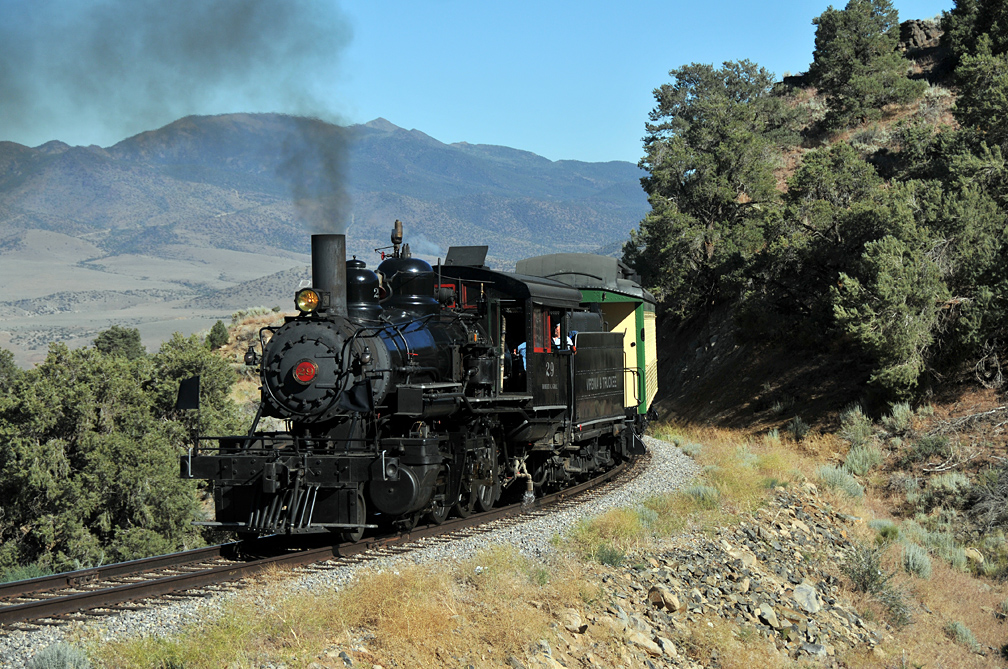
Lok Nr. 29 bei Haywards, Juli 2009
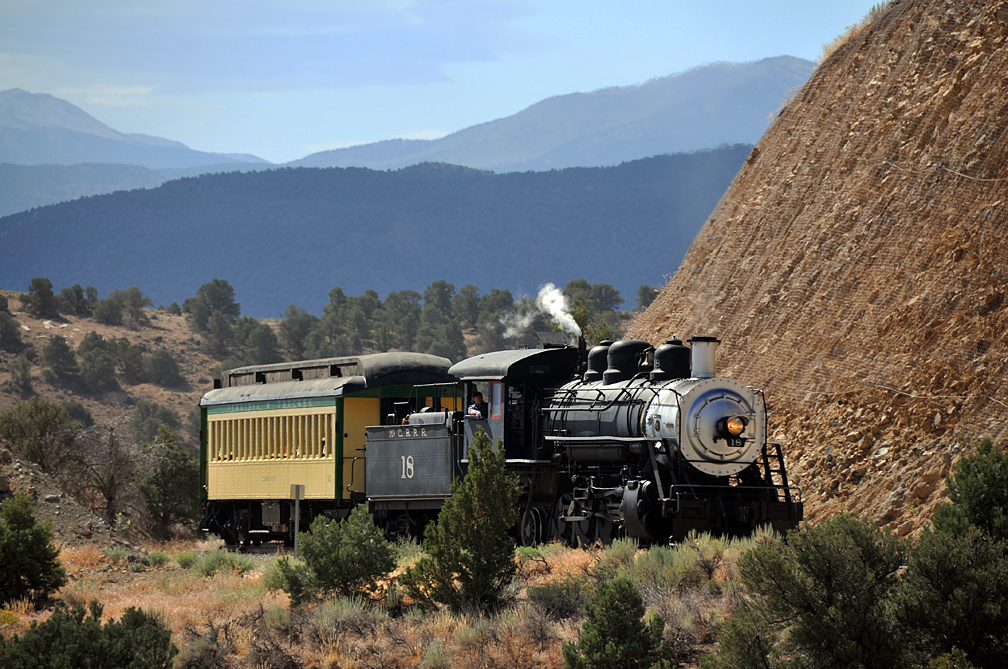
Lok Nr. 18 auf der Strecke, August 2009
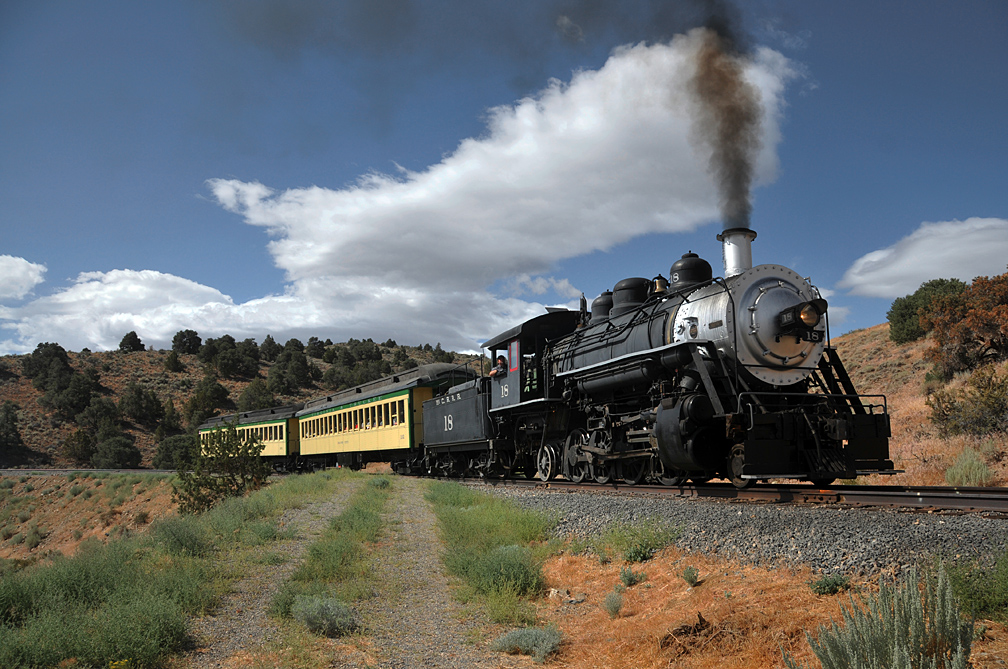
Die McCloud River Railroad Lok Nr. 18
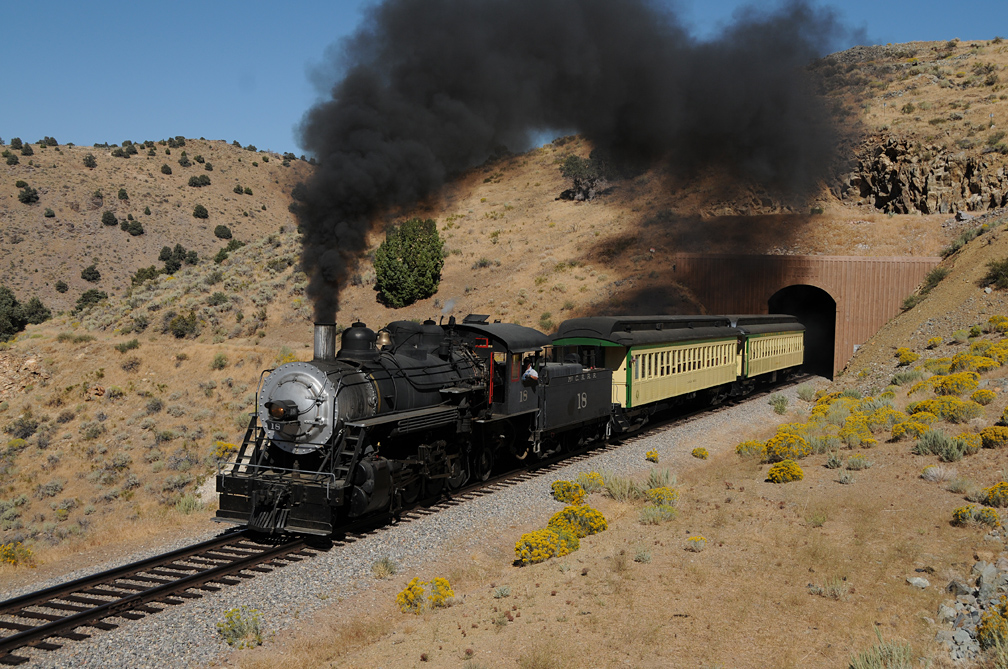
Lok Nr. 18 bei der Tunnelausfahrt, September 2011
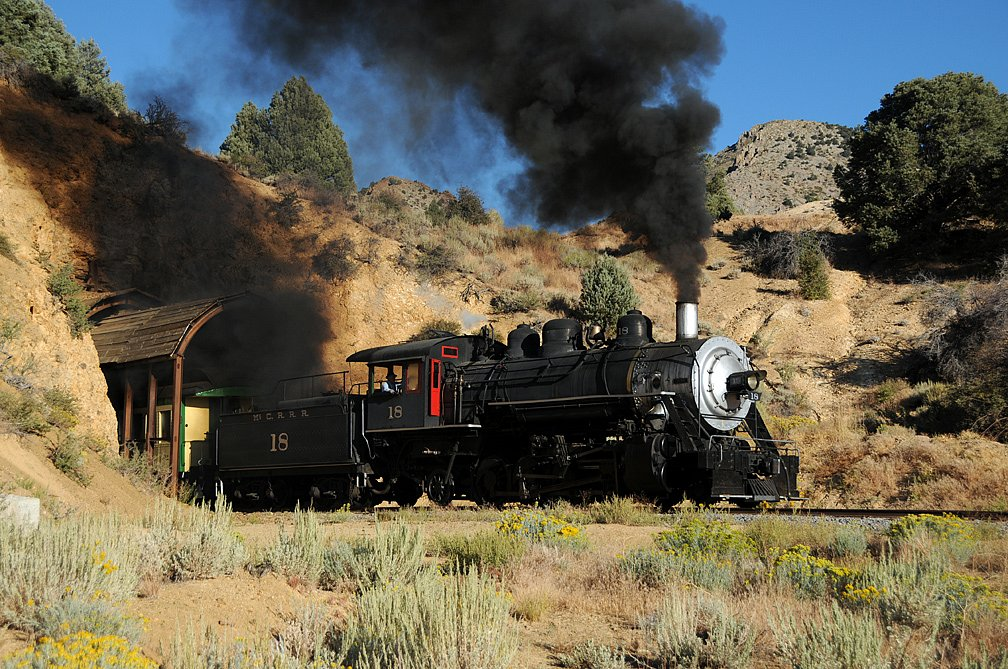
Lok Nr. 18, 2. Tunnelausfahrt, September 2011
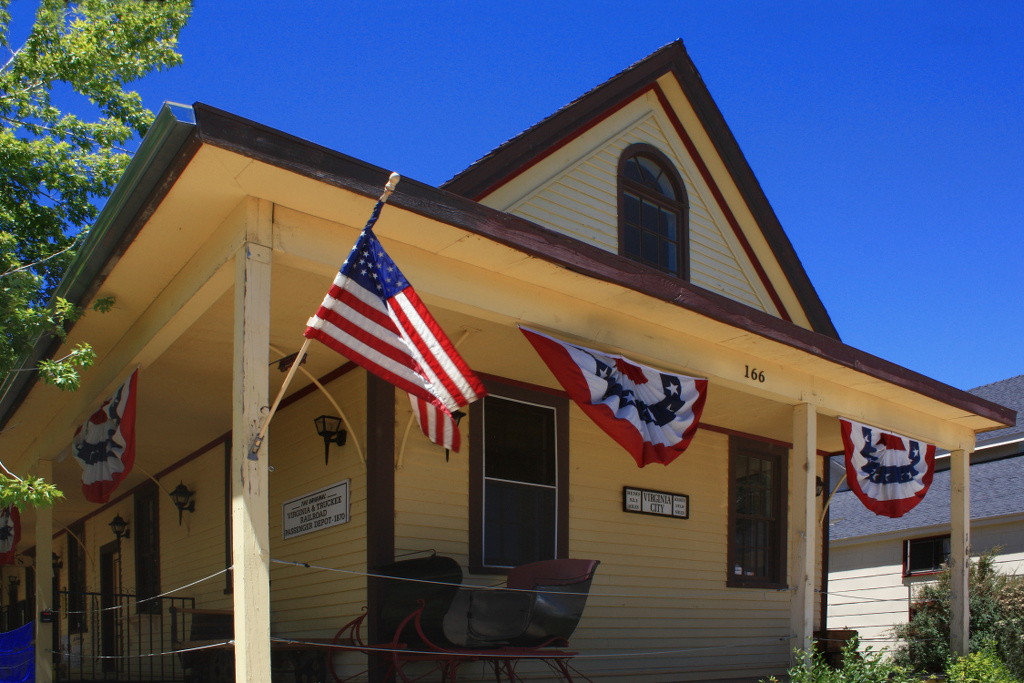
Der Bahnhof von Virginia City, 2016
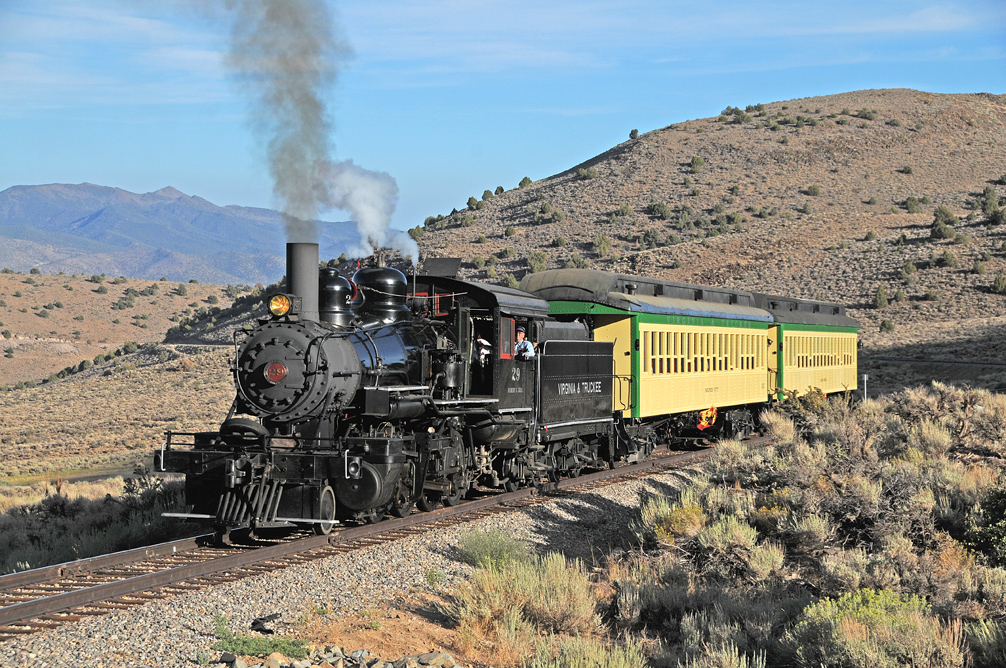
Lok Nr. 29 in der Wüste, August 2009
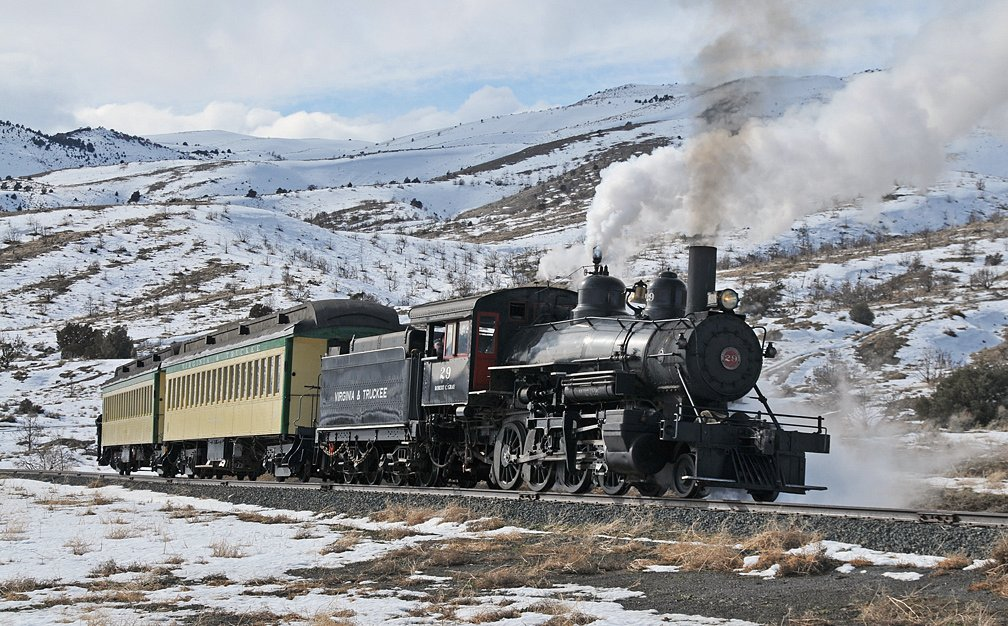
Lok Nr. 29 bei Mound House, März 2010
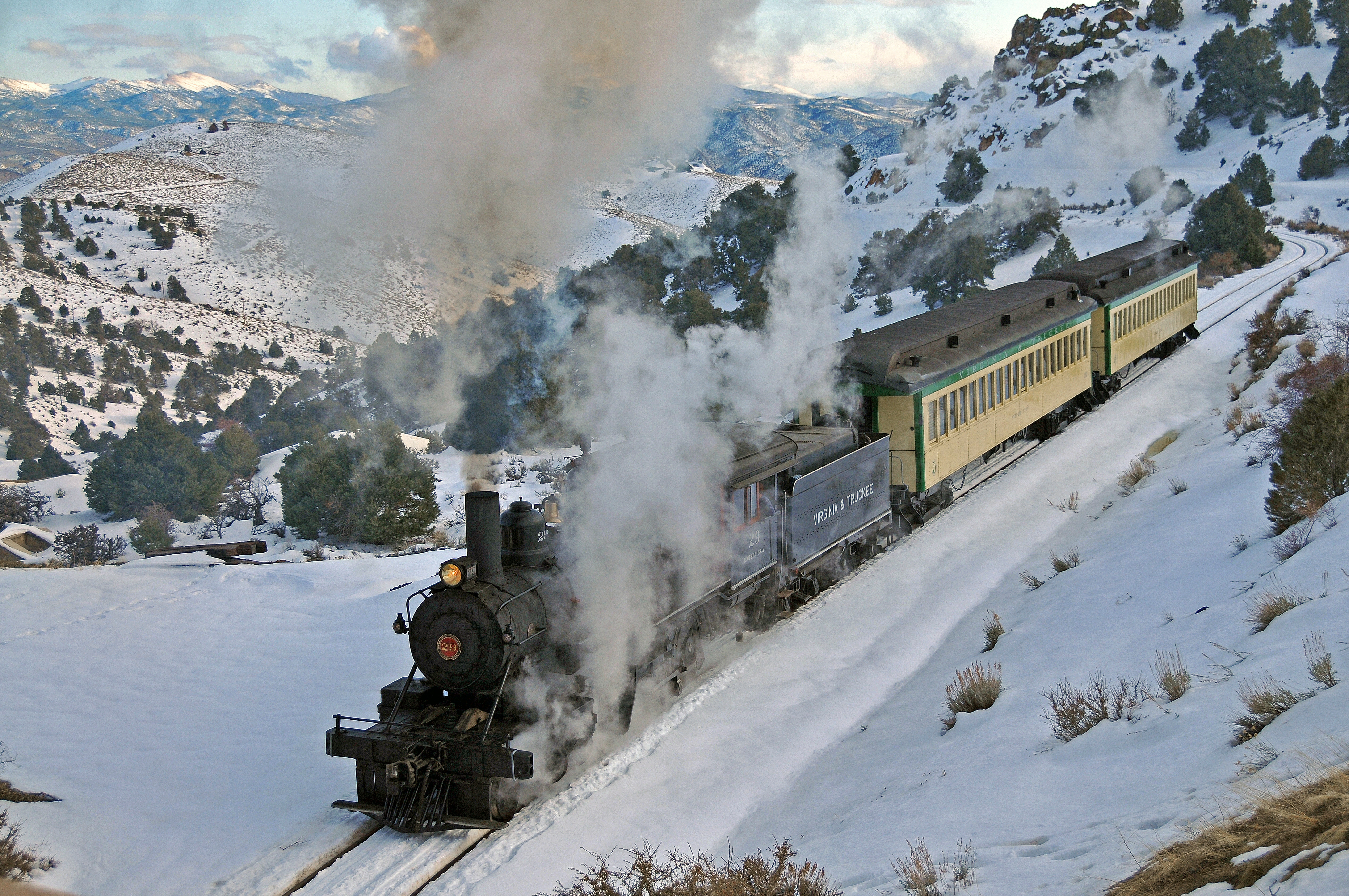
Lok Nr. 29 südlich von Virginia City, März 2010

## Fahrzeuge aktuell
| Dampflokomotiven  |                     |                             |      |       | |  |
| 11                | 4-4-0 American      | Baldwin Locomotive Works    | 1872 | 2816  | „Reno“, ausgestellt in Old Tucson (Arizona).                                                                            |  |
| 12                | 4-4-0 American      | Baldwin Locomotive Works    | 1873 | 3090  | „Genoa“, ausgestellt im California State Railroad Museum.                                                               |  |
| 13                | 2-6-0 Mogul         | Baldwin Locomotive Works    | 1873 | 3091  | „Empire“, ausgestellt im California State Railroad Museum.                                                              |  |
| 18                | 4-4-0 American      | Central Pacific Railroad    | 1873 | Sac 6 | Erhalten in Virginia City (Nevada).                                                                                     |  |
| 18                | 2-8-2 Mikado        | Baldwin Locomotive Works    | 1914 | 41709 | 2005 von der McCloud Railway erworben.                                                                                  |  |
| 20                | 2-6-0 Mogul         | Baldwin Locomotive Works    | 1875 | 3687  | „Tahoe“, ausgestellt im Railroad Museum of Pennsylvania in Strasburg.                                                   |  |
| 21                | 2-4-0               | Baldwin Locomotive Works    | 1875 | 3689  | „J. W. Bowker“, ausgestellt im California State Railroad Museum.                                                        |  |
| 22                | 4-4-0 American      | Baldwin Locomotive Works    | 1875 | 3693  | „Inyo“, im Einsatz im Nevada State Railroad Museum.                                                                     |  |
| 25                | 4-6-0               | Baldwin Locomotive Works    | 1905 | 25016 | Betriebsfähig im Nevada State Railroad Museum.                                                                          |  |
| 27                | 4-6-0               | Baldwin Locomotive Works    | 1913 | 39453 | Ausgestellt im Nevada State Railroad Museum.                                                                            |  |
| 29                | 2-8-0 Consolidation | Baldwin Locomotive Works    |      | 44235 | Ehem. Louisiana and Pacific Railway.                                                                                    |  |
| Diesellokomotiven |                     |                             |      |       | |  |
| D-1               | 80 t                | GE Transportation Systems   | 1953 | 31853 | Ehem. U.S. Army 1694, U.S. Navy 65-00387, seit 2003 bei der VT, in Betrieb                                              |  |
| D-2               | S4                  | American Locomotive Company | 1951 | 78797 | Ehem. Pennsylvania Power and Light, Montana Nr. 101, seit 2010 bei der VT                                               |  |
| D-3               | 44 t                | GE Transportation Systems   | 1943 |       | Ehem. Yuma Valley Railway Nr. 3, ehem. U.S. Marine Corps, seit 2013 bei der VT, 2017 in VT-Farben lackiert, in Betrieb. |  |
| D-4               | SW1200              | Electro-Motive Diesel       | 1975 |       | Ehem. Burlington Northern Santa Fe 3540, 2016 erworben, in Betrieb.                                                     |  |
| Triebwagen        |                     |                             |      |       | |  |
| M1                | B-B                 | Edwards Rail Car Company    | 1926 |       | Ehem. Chicago, Burlington and Quincy Railroad Nr. 507, seit 2010 bei der VT, nicht in Betrieb.                          |  |
| 22                | B-B                 | McKeen Motor Car Company    | 1910 | 65    | „Doodlebug“-Triebwagen, Betriebsfähig.                                                                                  |  |
| [ 4 ] [ 5 ] [ 6 ] |                     |                             |      |       | |  |